# Tmarus femellus
Tmarus femellus là một loài nhện trong họ Thomisidae.
Loài này thuộc chi Tmarus. Tmarus femellus được Lodovico di Caporiacco miêu tả năm 1941.